# Ludo Sterman
Ludo Sterman est le pseudonyme de l'écrivain et journaliste français Ludovic Ninet, auteur de romans noirs, né à Paris le 23 mars 1976.

## Biographie
Ses deux premiers romans, très rythmés et réalistes, se situent au carrefour du thriller et du roman noir. Ils constituent les deux premiers opus d'une série qui met en scène Julian Milner, journaliste enquêteur, et plonge dans l'envers du décor du sport business (football, cyclisme) pour questionner tout autant la société du spectacle, l'omniprésence de la communication, les fondements du journalisme,, la croissance, la gloire, la rentabilité et toutes les compromissions individuelles et collectives qu'elles induisent.

## Œuvres
- Dernier Shoot pour l'Enfer, 2012 - Fayard -  (ISBN 2213662193)[8]
- Bombe X, 2013 - Fayard -  (ISBN 2213677743)[9]